# Anaya (Mythologie)
Im Glauben der Athapasken sind die Anaya dämonische Ungeheuer. Sie sollen monströse, abstoßende Kreaturen sein, die zum Teil keinen Kopf oder keine Gliedmaßen besitzen. Sie sollen von Jungfrauen geboren werden und über den Bösen Blick verfügen, mit dem sie Menschen töten können, indem sie ihnen in die Augen sehen.